# Адам Буріш
Адам Буріш (англ. Adam Burish; 6 січня 1983, м. Медісон, США) — американський хокеїст, правий/центральний нападник. Виступає за «Даллас Старс» у Національній хокейній лізі.
Виступав за Вісконсинський університет (NCAA), «Чикаго Блекгокс», «Норфолк Адміралс» (АХЛ).
В чемпіонатах НХЛ — 245 матчів (22+20), у турнірах Кубка Стенлі — 32 матчі (3+2).
У складі національної збірної США учасник чемпіонату світу 2008 (7 матчів, 0+3).
Досягнення
- Володар Кубка Стенлі (2010).